# Márta
A Márta arameus eredetű bibliai női név, a jelentése: úrnő.

## Gyakorisága
A 20. század közepén gyakori volt, de az 1990-es években ritka név, a 2000-es években nem szerepel a 100 leggyakoribb női név között.

## Névnapok
- január 19.[2]
- július 29.[2]

## Idegen nyelvi változatai
- Martha, Marthe

## Híres Márták
- Bakó Márta magyar színésznő
- Bencze Márta táncdalénekesnő
- Brunner Márta színésznő
- Dukesz Márta az első nő, aki az olimpiai fáklyával futott
- Eggerth Márta az Egyesült Államokban élő magyar színésznő
- Font Márta történész
- Fónay Márta színművésznő
- Göldner Márta festőművész
- Kopasz Márta grafikus-festőművész
- Kurtág Márta zongoraművész
- Lukin Márta operaénekes
- Marta Domachowska lengyel teniszezőnő
- Marta Marrero spanyol teniszezőnő
- Marta Vieira da Silva brazil női labdarúgó
- Mészáros Márta filmrendező
- Molnár Márta énekesnő
- Pán Márta szobrászművész
- Pataki Márta művelődéstörténész
- Sárközi Márta műfordító, ifjúsági író, szerkesztő
- Sebestyén Márta énekesnő
- Sövényházi Márta Domonkos-rendi apáca, kódexmásoló
- Talmács Márta szinkronszínésznő
- Téli Márta színésznő
- Záray Márta táncdalénekesnő